# USS Wallace L. Lind (DD-703)
O USS Wallace L. Lind (DD-703) foi um Destroyer norte-americano que serviu durante a Segunda Guerra Mundial.

## Comandantes
| Comandante               | Data                      |
| ------------------------ | ------------------------- |
| Cdr. George DeMetropolis | 8 de Setembro de 1944 -?? |